# Мачковец при Шкоцјану
Мачковец при Шкоцјану (словен. Mačkovec pri Škocjanu) је насељено место у општини Шкоцјан, регија Југоисточна Словенија, Словенија.

## Историја
До територијалне реорганизације у Словенији био је у саставу старе општине Ново Место.

## Становништво
У попису становништва из 2011. године, Мачковец при Шкоцјану је имао 28 становника.
| Број становника према пописима | Број становника према пописима | Број становника према пописима |
| ------------------------------ | ------------------------------ | ------------------------------ |
| 1991                           | 2002                           | 2011                           |
| 26                             | 30                             | 28                             |

Напомена: До 1953. исказивано под именом Мачковец.